# Hanne Ørstavik
Hanne Ørstavik, född 28 november 1969 i Tana i Finnmark fylke, är en norsk författare.
Hanne Ørstavik flyttade till Oslo som 16-åring. Hon studerade till psykolog samtidigt som hon skrev på vad som skulle bli hennes debutroman, Hakk, men bestämde sig senare för att bli författare. Debuterade i Norge med romanen Hakk 1994. Hon har vunnit ett flertal priser för sina psykologiska skildringar om vardagslivets små hemligheter.

## Priser och utmärkelser
- 1999 – Tanums kvinnestipend
- 1999 – P2-lyssnarnas romanpris för Like sant som jeg er virkelig
- 1999 – Sult-priset
- 2000 – Havmannpriset för Tiden det tar
- 2000 – Oktoberpriset
- 2002 – Amalie Skram-prisen
- 2002 – Doblougska priset
- 2004 – Bragepriset för Presten
- 2004 – Klassekampens litteraturpris för Presten
- 2007 – Aschehougpriset